# Martin van Meytens
Martin van Meytens, ifjabb (Stockholm, 1695. június 24. – Bécs, 1770. március 23.) 18. századi, flamand származású svéd portréfestő, aki főleg Bécsben alkotott.

## Életpályája
Tanulmányait Hágából Svédországba települt apjánál, id. Martin van Meytens festőnél kezdte. Korán vándorútra kelt, és Londont, Párizst, Bécset útba ejtve hosszabb időn át Itáliában (főleg Rómában és Torinóban) tanult és dolgozott.
1730-ban Bécsben telepedett le, ahol az udvar és az arisztokrácia hamar megkedvelte; főleg arcképfestőként vált különlegesen népszerűvé. 1732-ben udvari festő, 1757-ben a bécsi művészeti akadémia igazgatója lett.

## Munkássága
Kezdetben főleg zománcminiatűr képmásokat festett; a nagyméretű olajképek festésére csak Bécsben tért át.
Arcképeket és történeti jeleneteket festett; állandó feladata volt az uralkodó pár, a császári család és az udvar tagjainak megörökítése. Számtalan változatban festette meg Mária Terézia és férje, Lotaringiai Ferenc portréját. A neki tulajdonított képmások közül viszonylag kevés saját kezű alkotása, mivel az arcképeket többször is lemásolták a mester műhelyében a tanítványok, segédek közreműködésével.
A franciás ízlésű, reprezentatív udvari portrékon kívül gyakran történeti eseményeket, ünnepségeket (II. József eljegyzése, A császár koronázása stb.) örökíttettek meg vele. A nagy, sokalakos sorozatképekhez sok segéderőt alkalmazott. Arcképeinél is használt segédeket: a háttérként ábrázolt tájat, csatajelenetet, kellékeket gyakran egy-egy specialista vagy tanítvány, segéd festette.
Sokat dolgozott magyar megrendelőknek is, A Pálffy család képmása Bécsben (Österreichisches Barockmuseum), a Bánffy Dénes képmása Budapesten (Magyar Nemzeti Múzeumban) látható. Sajnos, a szakirodalomban idézett magyarországi képmások egy részét máig nem sikerült azonosítani.
A reprezentatív barokk udvari portré egyik legjelentősebb képviselője volt Ausztriában. Tanítványainak és követőinek munkáiban hatása sokfelé és sokáig érezhető maradt. Kortársak egybehangzóan sokra értékelték, és nemcsak művészetét, hanem személyes jó tulajdonságait (sokoldalú érdeklődését, műveltségét, kellemes modorát) is.
Ismertebb magyar tanítványai Donát János és Schaller István.

## Képei aBécsi Szépművészeti Múzeumban

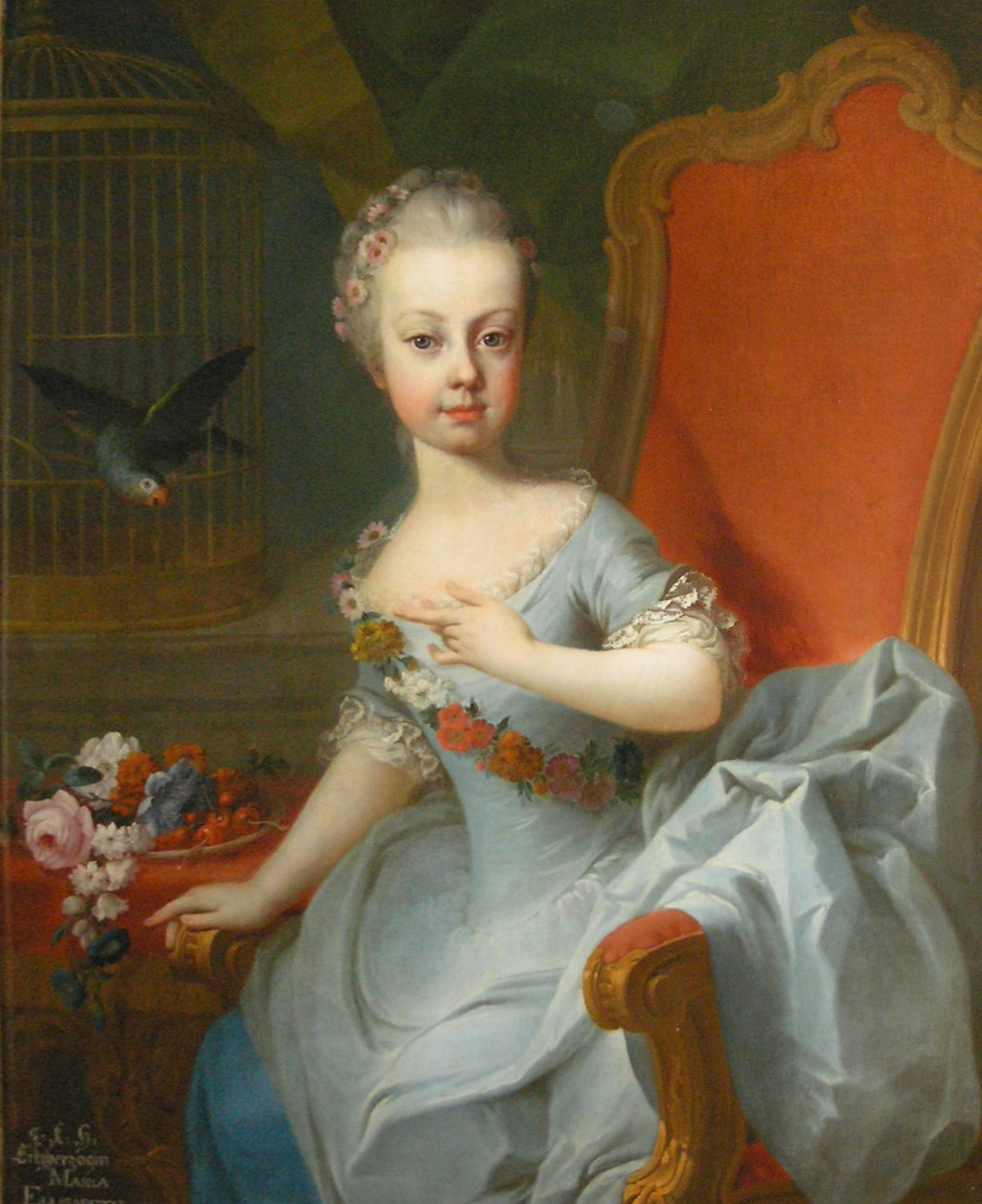
Mária Erzsébet főhercegnő portréja (1717–1749?) – olaj, vászon
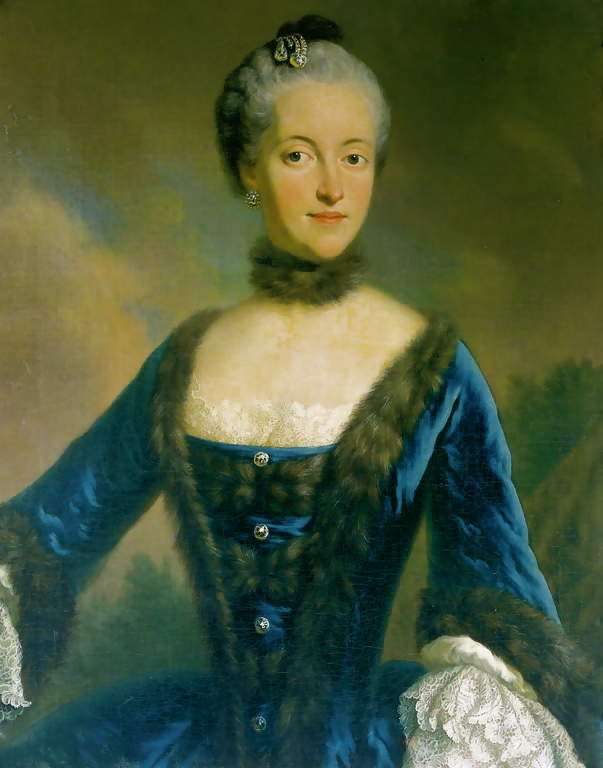
Mária Jozefa Antónia bajor hercegnő (1739–1767) portréja (1765 körül) – olaj, vászon
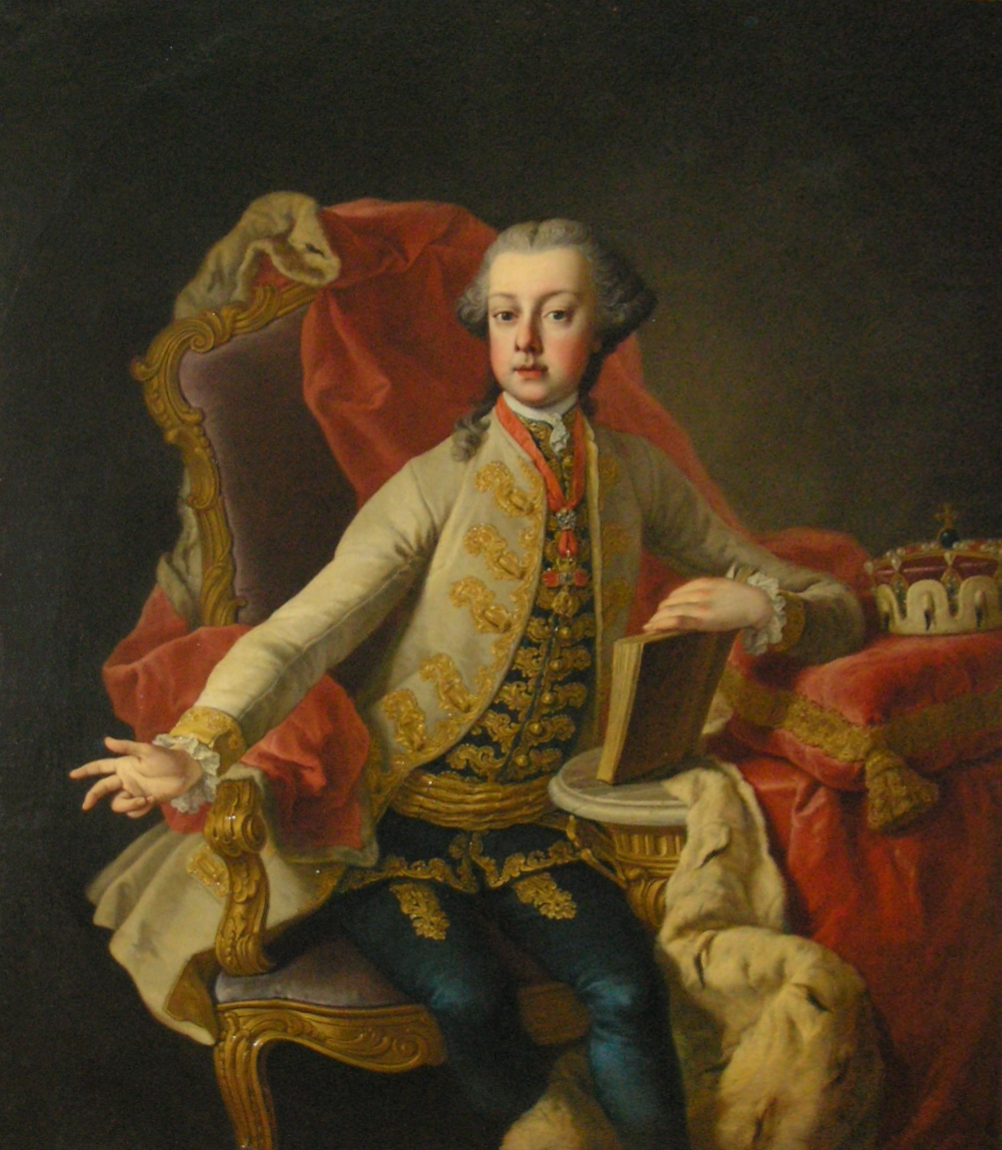
József főherceg (1741–1790) vagy öccse, Károly József Emánuel főherceg (1745–1761) portréja (1747–1749?) – olaj, vászon
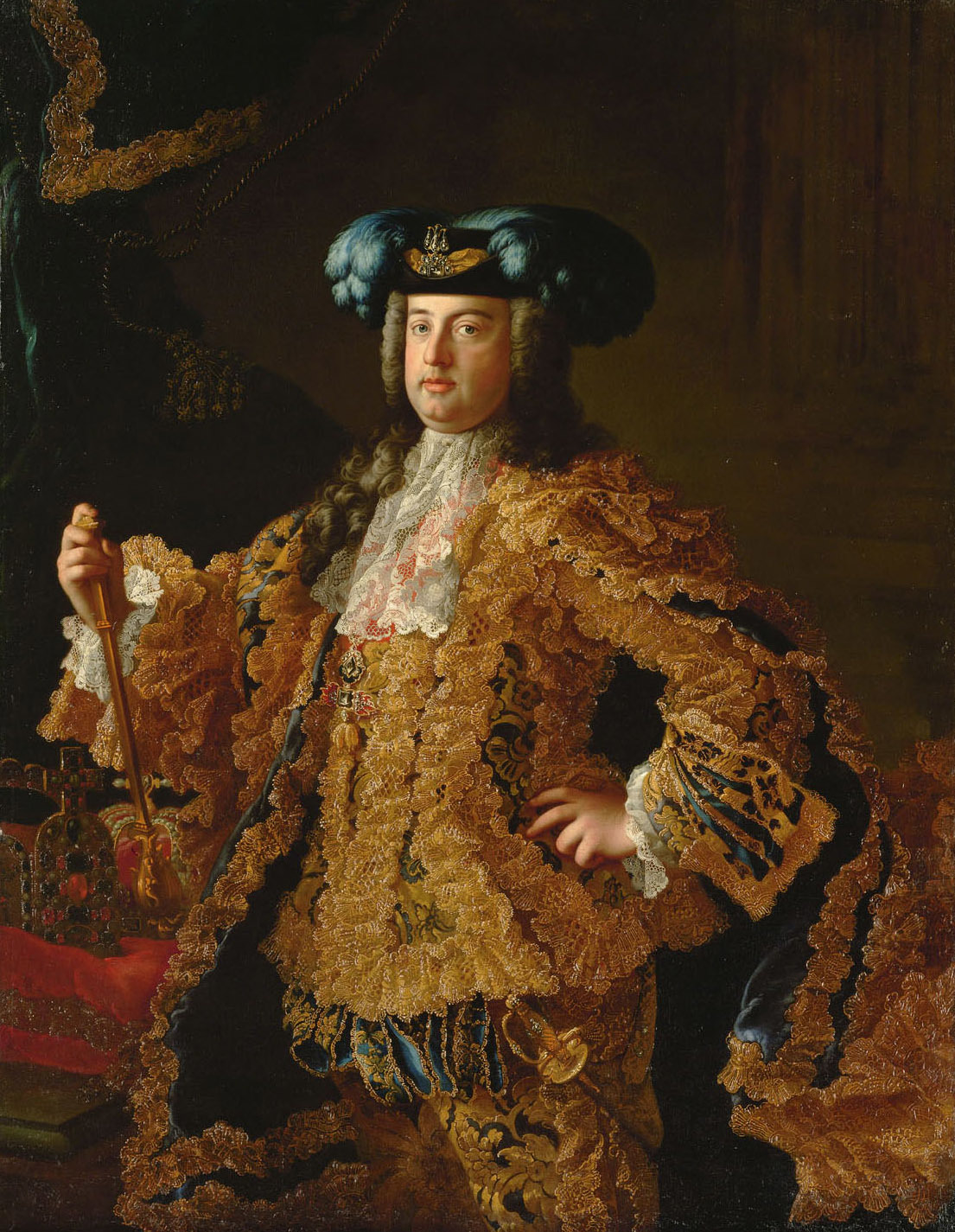
I. Ferenc német-római császár portréja (1745) – olaj, vászon
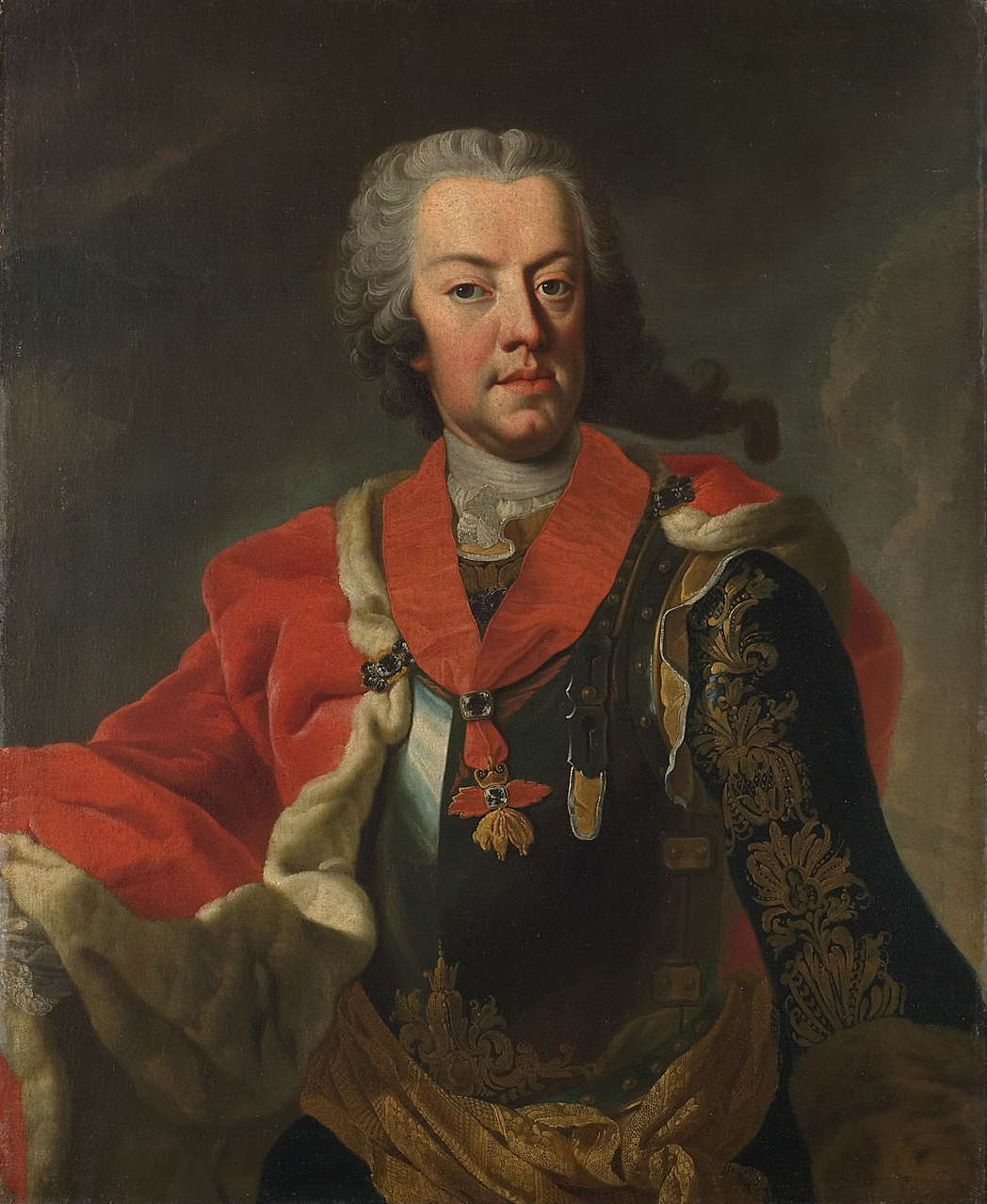
Lotaringiai Károly Sándor herceg (1712-1780) portréja
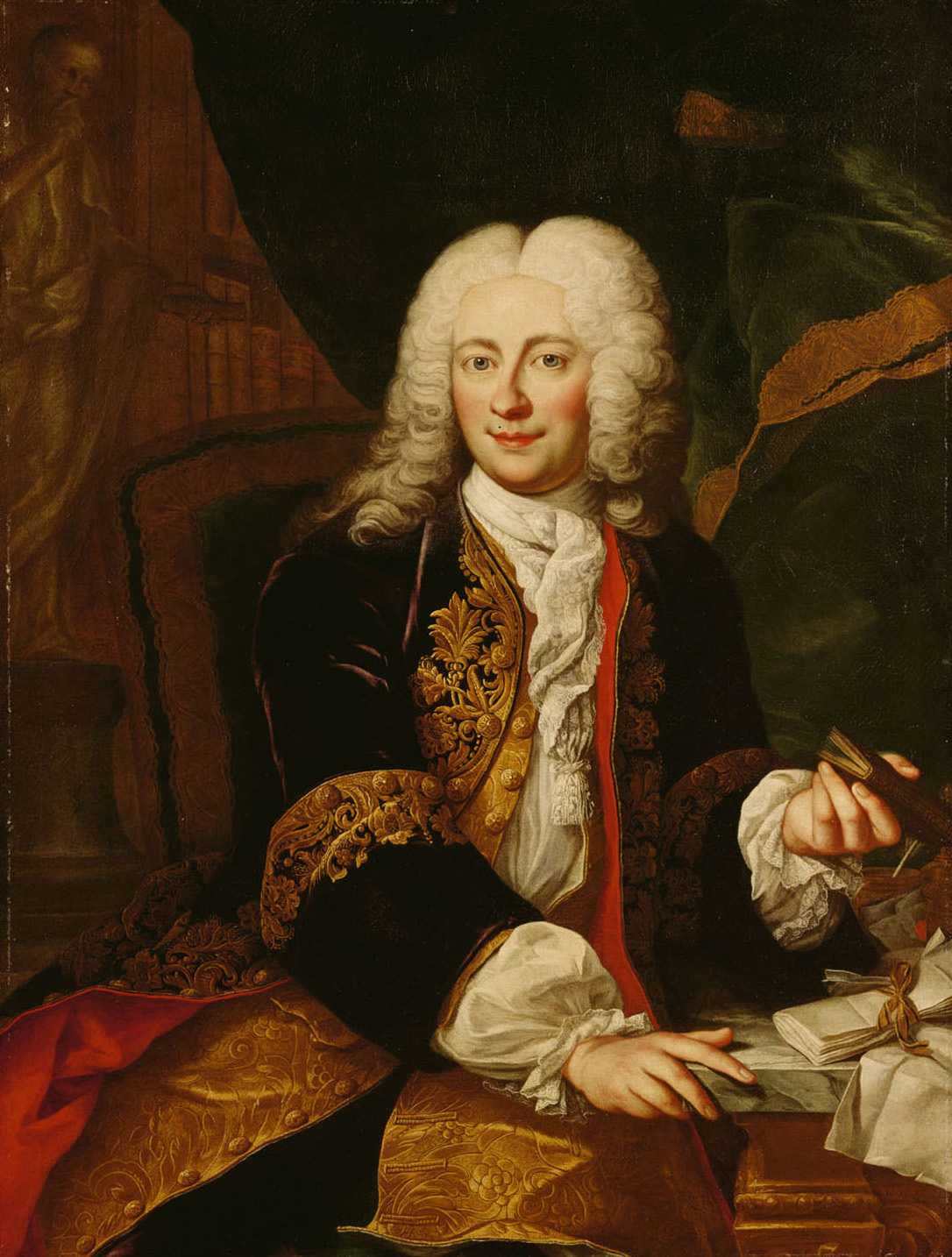
Johann Christoph Freiherr von Bartenstein (1689-1767) portréja – 115 × 99 cm, olaj, vászon
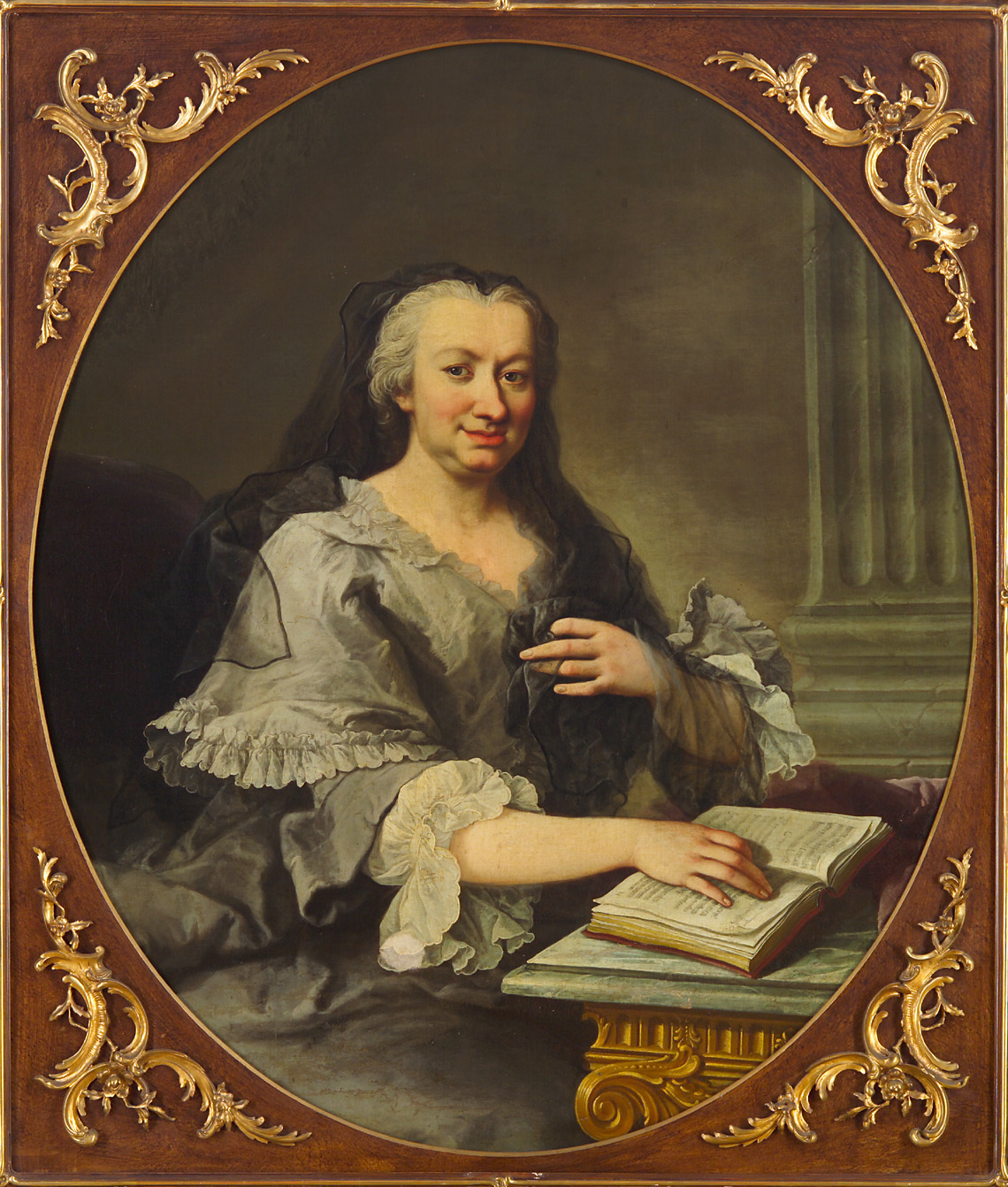
Maria Karolina Gräfin Fuchs (1681–1754) – 119 × 90 cm, olaj, vászon
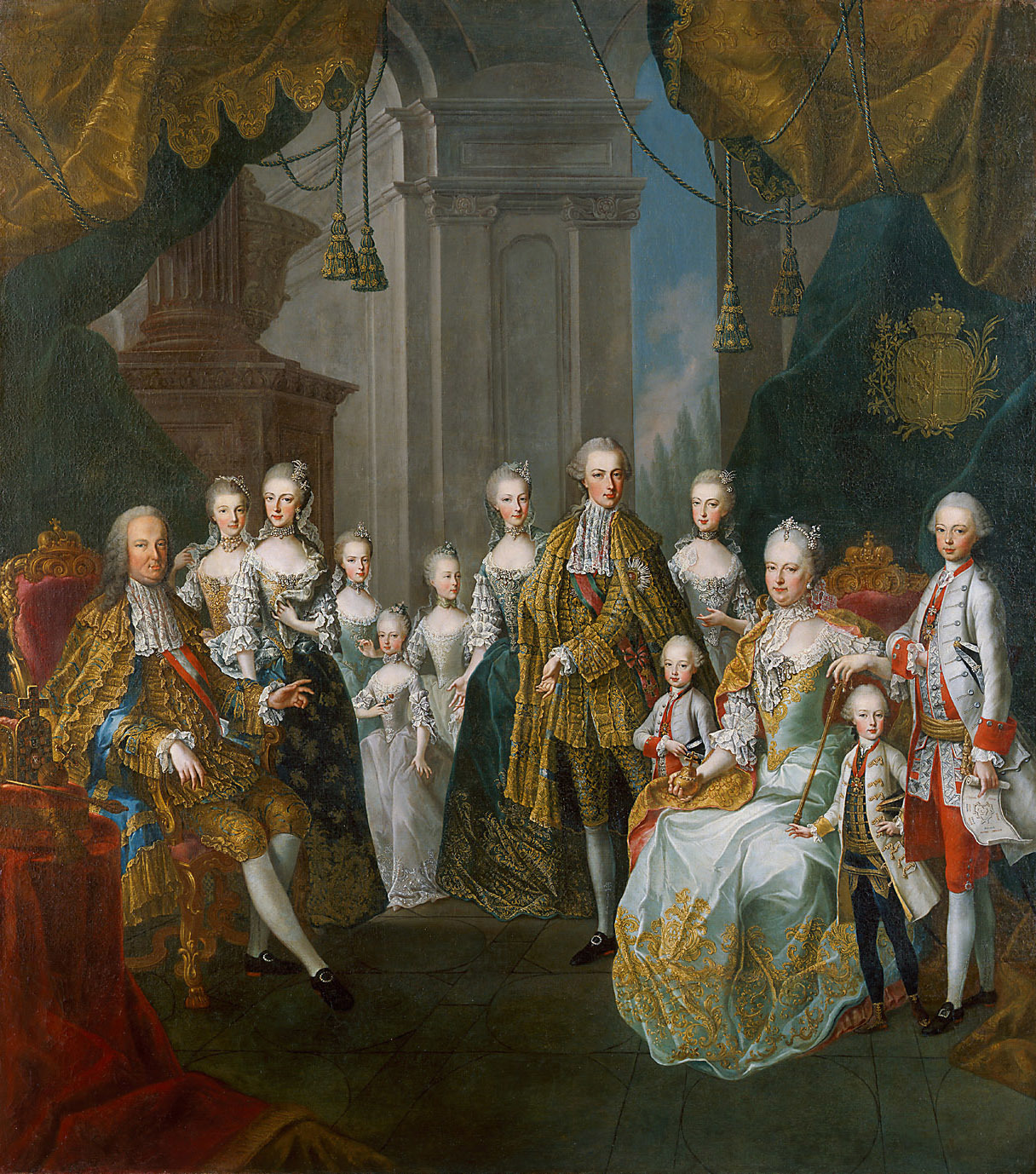
I. Ferenc és Mária Terézia gyermekeikkel (1764/1765) – 119 × 90 cm, olaj, vászon
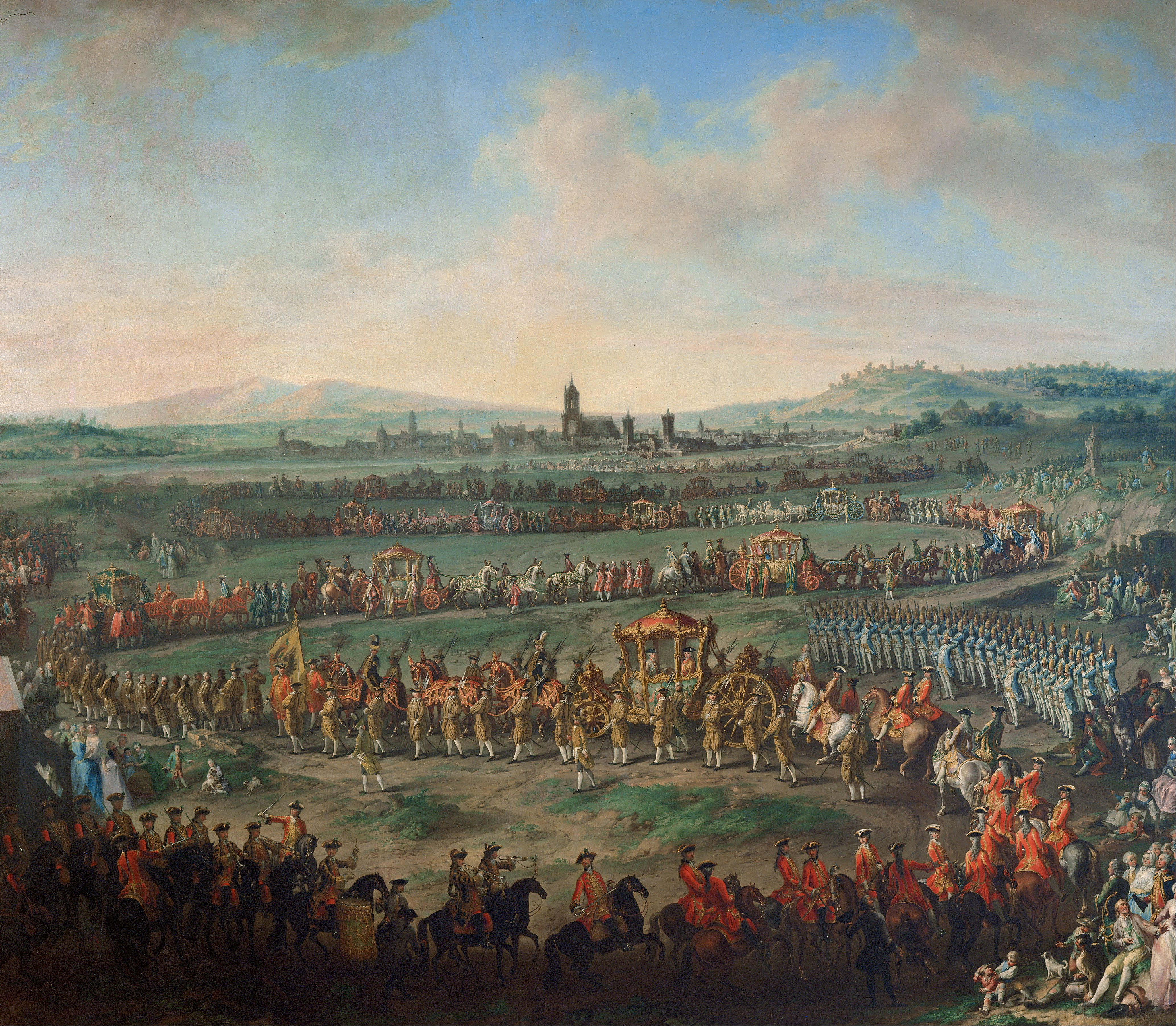
II. József bevonulása koronázására, Frankfurtba (1764) – 358 x 412 cm
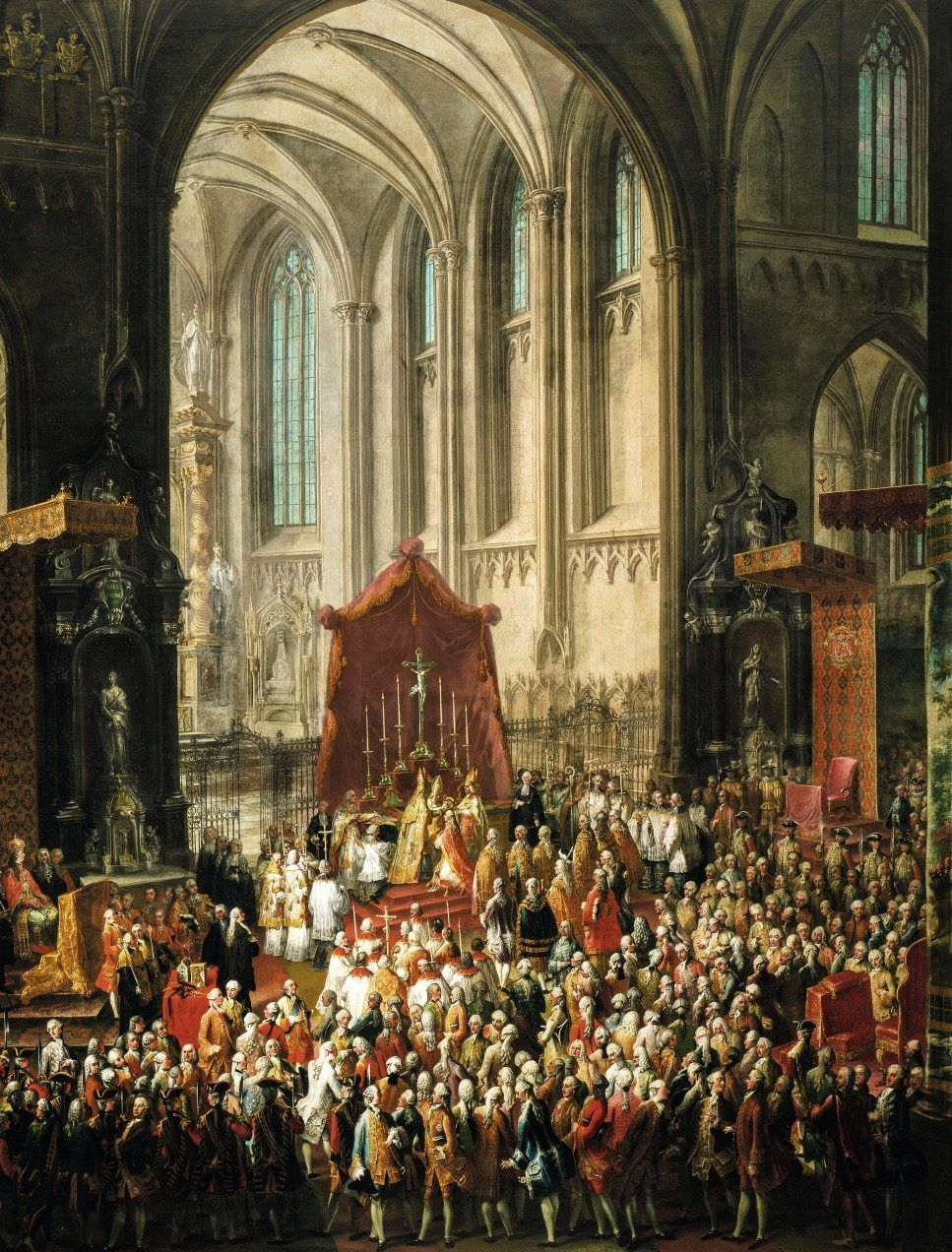
II. József koronázása Frankfurtban, a Szent Bertalan székesegyházban